# Argostemma neesianum
Argostemma neesianum är en måreväxtart som beskrevs av Wilhelm Gerhard Walpers. Argostemma neesianum ingår i släktet Argostemma och familjen måreväxter.
Artens utbredningsområde är Filippinerna. Inga underarter finns listade i Catalogue of Life.